# Jeff Tarango
Jeff Tarango, né le 20 novembre 1968 à Manhattan Beach, est un ancien joueur de tennis professionnel américain.
Il a été finaliste en double au Grand Chelem de Roland Garros 1999 avec Goran Ivanišević.

## Carrière
Jeff Tarango est davantage connu pour son mauvais caractère que pour ses performances tennistiques. Il reçut la plus lourde sanction pour un joueur de tennis professionnel : 63 000 $ d'amende et deux ans de suspensions de tournois du Grand Chelem pour avoir insulté l'arbitre Bruno Rebeuh, lors d'un match du 3e tour de Wimbledon en 1995 face à Alexander Mronz. La suspension fut finalement limitée à Wimbledon 1996. Lors de ce match, après une décision de l'arbitre qu'il contestait, il demanda au public de se taire ce qui lui valut un avertissement, puis, après s'en être pris à l'arbitre, un point de pénalité, il décida alors de quitter le court (66-7, 3-1). Sa femme aurait giflé Bruno Rebeuh et Jimmy Arias aurait pris fait et cause pour lui[pas clair].
Depuis, Serena Williams a été condamnée en novembre 2009 à 82 500 $ d'amende pour avoir insulté une juge de ligne (menaces de mort) lors de l'US Open 2009.
Après sa victoire sur Tarango à Roland-Garros en 1997, Thomas Muster refuse de lui serrer la main, agacé par son attitude déplorable sur le court.
Dans son livre, Andre Agassi raconte que, lorsqu'il avait 10 ans et qu'il jouait un match junior contre Tarango, celui-ci a triché pour gagner le match en donnant une balle d'Agassi dehors (en juniors, les joueurs sont leur propre juge de ligne).
À Tokyo, mécontent, il montre ses fesses au public.
En 2001, Tarango arrête sa saison en juin à Nottingham sur gazon puis joue à Marseille en 2002 et échoue en qualifications à Dubaï et Scottsdale ainsi qu'au tournoi Challenger de Brunswick en juin. Ensuite, on le retrouve en 2008 où il joue les qualifications du tournoi Futures de Milwaukee puis en 2009 au tournoi d'Indianapolis et enfin en 2010 dans les qualifications du Challenger de Carson et le premier tour du Futures de Claremont en septembre pour son dernier match à 42 ans.
Il ne joue pas pendant cinq ans, de septembre 2003 à juin 2008, en simple comme en double.
Il joue en double jusqu'à l'US Open en septembre 2003 puis il ne rejoue qu'en juin 2008 au Challenger de Carson, au Futures de Milwaukee (qu'il remporte) et Costa Mesa pour son ultime match de double.

## Palmarès

### En double messieurs
| 14 titres en double | 0 G. Chelem | 0 G. Chelem | 0 G. Chelem | 0 G. Chelem | 0 Masters | 0 Masters | 0 Masters   | 0 Masters   | 0 Masters 1000 | 0 Masters 1000 | 0 Masters 1000 | 0 Masters 1000 | 2 ATP 500          | 2 ATP 500          | 2 ATP 500          | 2 ATP 500          | 12 ATP 250         | 12 ATP 250         | 12 ATP 250     | 12 ATP 250     | 0 JO           | 0 JO           | 0 JO           | 0 JO           |
| 14 titres en double | 6 sur dur   | 6 sur dur   | 6 sur dur   | 6 sur dur   | 6 sur dur | 6 sur dur | 0 sur gazon | 0 sur gazon | 0 sur gazon    | 0 sur gazon    | 0 sur gazon    | 0 sur gazon    | 6 sur terre battue | 6 sur terre battue | 6 sur terre battue | 6 sur terre battue | 6 sur terre battue | 6 sur terre battue | 2 sur moquette | 2 sur moquette | 2 sur moquette | 2 sur moquette | 2 sur moquette | 2 sur moquette |

## Parcours dans les tournois duGrand Chelem

### En simple
| Année | Open d'Australie | Open d'Australie | Internationaux de France | Internationaux de France | Wimbledon       | Wimbledon       | US Open         | US Open        |
| ----- | ---------------- | ---------------- | ------------------------ | ------------------------ | --------------- | --------------- | --------------- | -------------- |
| 1988  | —                | —                | —                        | —                        | —               | —               | 1er tour (1/64) | J. Palmer      |
| 1989  | 2e tour (1/32)   | A. Krickstein    | —                        | —                        | 1er tour (1/64) | J. Pugh         | 3e tour (1/16)  | A. Chesnokov   |
| 1990  | —                | —                | —                        | —                        | 1er tour (1/64) | K. Curren       | 1er tour (1/64) | P. McEnroe     |
| 1991  | 1er tour (1/64)  | C. Saceanu       | 1er tour (1/64)          | V. Paloheimo             | 1er tour (1/64) | P. Cash         | 2e tour (1/32)  | S. Edberg      |
| 1992  | 2e tour (1/32)   | P. McEnroe       | 2e tour (1/32)           | D. Prinosil              | 1er tour (1/64) | C. van Rensburg | 2e tour (1/32)  | A. Boetsch     |
| 1993  | 1er tour (1/64)  | A. Mansdorf      | 3e tour (1/16)           | J. Courier               | 1er tour (1/64) | M. Ondruska     | 1er tour (1/64) | J. Cunha-Silva |
| 1994  | 1er tour (1/64)  | F. Dewulf        | 2e tour (1/32)           | M. Larsson               | 1er tour (1/64) | A. Volkov       | 2e tour (1/32)  | S. Edberg      |
| 1995  | 1er tour (1/64)  | M. Stich         | 1er tour (1/64)          | J. Courier               | 3e tour (1/16)  | A. Mronz        | 1er tour (1/64) | I. Kafelnikov  |
| 1996  | 2e tour (1/32)   | J. Courier       | 3e tour (1/16)           | S. Draper                | —               | —               | 3e tour (1/16)  | A. Boetsch     |
| 1997  | 3e tour (1/16)   | J. Courier       | 2e tour (1/32)           | T. Muster                | 1er tour (1/64) | R. Gilbert      | 3e tour (1/16)  | S. Draper      |
| 1998  | 1er tour (1/64)  | P. Rafter        | 2e tour (1/32)           | M. Zabaleta              | 2e tour (1/32)  | J. Stoltenberg  | 1er tour (1/64) | T. Martin      |
| 1999  | 3e tour (1/16)   | B. Ulihrach      | 1er tour (1/64)          | F. Vicente               | 2e tour (1/32)  | N. Zimonjić     | 1er tour (1/64) | J. Björkman    |
| 2000  | 1er tour (1/64)  | A. Ilie          | 1er tour (1/64)          | L. Hewitt                | 2e tour (1/32)  | P. Goldstein    | 1er tour (1/64) | Lee H-t.       |
| 2001  | 1er tour (1/64)  | S. Koubek        | —                        | —                        | —               | —               | —               | —              |

N.B. : à droite du résultat se trouve le nom de l'ultime adversaire.

### En double
| Année | Open d'Australie                                                                    | Open d'Australie                                                                     | Internationaux de France                                                                 | Internationaux de France                                                                | Wimbledon                                                                             | Wimbledon | US Open                                                                         | US Open |
| ----- | ----------------------------------------------------------------------------------- | ------------------------------------------------------------------------------------ | ---------------------------------------------------------------------------------------- | --------------------------------------------------------------------------------------- | ------------------------------------------------------------------------------------- | --------- | ------------------------------------------------------------------------------- | ------- |
| 1987  | —                                                                                   | —                                                                                    | —                                                                                        | —                                                                                       | —                                                                                     | —         | 1er tour (1/32) D. Wheaton \|\| style="text-align:left;" \| S. Edberg A. Järryd |         |
| 1988  | —                                                                                   | —                                                                                    | —                                                                                        | —                                                                                       | —                                                                                     | —         | —                                                                               | —       |
| 1989  | —                                                                                   | —                                                                                    | —                                                                                        | —                                                                                       | —                                                                                     | —         | —                                                                               | —       |
| 1990  | —                                                                                   | —                                                                                    | —                                                                                        | —                                                                                       | —                                                                                     | —         | —                                                                               | —       |
| 1991  | —                                                                                   | —                                                                                    | —                                                                                        | —                                                                                       | —                                                                                     | —         | —                                                                               | —       |
| 1992  | —                                                                                   | —                                                                                    | —                                                                                        | —                                                                                       | —                                                                                     | —         | —                                                                               | —       |
| 1993  | —                                                                                   | —                                                                                    | —                                                                                        | —                                                                                       | —                                                                                     | —         | —                                                                               | —       |
| 1994  | —                                                                                   | —                                                                                    | —                                                                                        | —                                                                                       | —                                                                                     | —         | 2e tour (1/16) W. McGuire \|\| style="text-align:left;" \| R. Bergh M. Keil     |         |
| 1995  | 1er tour (1/32) A. Malik \|\| style="text-align:left;" \| J. Ireland L. Pimek       | 2e tour (1/16) S. Davis \|\| style="text-align:left;" \| J. Eltingh P. Haarhuis      | 2e tour (1/16) H. Holm \|\| style="text-align:left;" \| T. Woodbridge M. Woodforde       | 1er tour (1/32) S. Lareau \|\| style="text-align:left;" \| J. Hlasek D. Wheaton         |                                                                                       |           |                                                                                 |         |
| 1996  | 1/8 de finale M. Keil \|\| style="text-align:left;" \| S. Edberg P. Korda           | 2e tour (1/16) O. Delaitre \|\| style="text-align:left;" \| L. Lobo J. Sánchez       | —                                                                                        | —                                                                                       | 1/8 de finale O. Delaitre \|\| style="text-align:left;" \| H. J. Davids S. Schalken   |           |                                                                                 |         |
| 1997  | 1er tour (1/32) D. Ekerot \|\| style="text-align:left;" \| D. Johnson F. Montana    | 1er tour (1/32) N. Pereira \|\| style="text-align:left;" \| G. Kuerten F. Meligeni   | 1/8 de finale J. Knippschild \|\| style="text-align:left;" \| T. Woodbridge M. Woodforde | 1/8 de finale G. Raoux \|\| style="text-align:left;" \| M. Bhupathi L. Paes             |                                                                                       |           |                                                                                 |         |
| 1998  | 1er tour (1/32) J. Knippschild \|\| style="text-align:left;" \| S. Stolle C. Suk    | 2e tour (1/16) G. Köves \|\| style="text-align:left;" \| M. Knowles D. Nestor        | 2e tour (1/16) G. Köves \|\| style="text-align:left;" \| D. Johnson F. Montana           | 1er tour (1/32) G. Köves \|\| style="text-align:left;" \| M. Kohlmann M. Ruah           |                                                                                       |           |                                                                                 |         |
| 1999  | 2e tour (1/16) J. Palmer \|\| style="text-align:left;" \| D. Adams J.-L. de Jager   | Finale G. Ivanišević                                                                 | M. Bhupathi L. Paes                                                                      | 2e tour (1/16) B. MacPhie \|\| style="text-align:left;" \| B. Cowan W. Whitehouse       | 1er tour (1/32) G. Ivanišević \|\| style="text-align:left;" \| B. MacPhie N. Zimonjić |           |                                                                                 |         |
| 2000  | 1er tour (1/32) D. Vacek \|\| style="text-align:left;" \| A. Olhovskiy J. Siemerink | 1er tour (1/32) O. Delaitre \|\| style="text-align:left;" \| T. Shimada M. Wakefield | 2e tour (1/16) M. Rosset \|\| style="text-align:left;" \| E. Ferreira R. Leach           | 1/8 de finale J. Knippschild \|\| style="text-align:left;" \| W. Ferreira I. Kafelnikov |                                                                                       |           |                                                                                 |         |
| 2001  | 1/8 de finale M. Hill \|\| style="text-align:left;" \| D. Nestor S. Stolle          | 1/2 finale M. Hill \|\| style="text-align:left;" \| M. Bhupathi L. Paes              | 1/8 de finale M. Hill \|\| style="text-align:left;" \| P. Pála P. Vízner                 | 1er tour (1/32) D. Vacek \|\| style="text-align:left;" \| W. Ferreira I. Kafelnikov     |                                                                                       |           |                                                                                 |         |
| 2002  | 1/8 de finale D. Adams \|\| style="text-align:left;" \| W. Black K. Ullyett         | 1er tour (1/32) E. Ferreira \|\| style="text-align:left;" \| S. Roitman A. Schneiter | 1er tour (1/32) A. Pavel \|\| style="text-align:left;" \| M. Damm C. Suk                 | 2e tour (1/16) J. Gimelstob \|\| style="text-align:left;" \| B. MacPhie N. Zimonjić     |                                                                                       |           |                                                                                 |         |
| 2003  | 1er tour (1/32) M. Wakefield \|\| style="text-align:left;" \| A. Dupuis F. Meligeni | 1er tour (1/32) A. Kratzmann \|\| style="text-align:left;" \| J. Benneteau N. Mahut  | 1er tour (1/32) A. Kratzmann \|\| style="text-align:left;" \| N. Kiefer D. Prinosil      | 1er tour (1/32) J. Landsberg \|\| style="text-align:left;" \| M. Damm C. Suk            |                                                                                       |           |                                                                                 |         |

N.B. : le nom du ou de la partenaire se trouve sous le résultat ; le nom des ultimes adversaires se trouve à droite.

### En double mixte
| Année | Open d'Australie            | Open d'Australie                | Internationaux de France | Internationaux de France | Wimbledon | Wimbledon | US Open | US Open |
| ----- | --------------------------- | ------------------------------- | ------------------------ | ------------------------ | --------- | --------- | ------- | ------- |
| 1996  | 1er tour (1/16) Amy Frazier | Mary Joe Fernández Alex O'Brien |                          |                          |           |           |         |         |

N.B. : le nom de la partenaire se trouve sous le résultat ; le nom des ultimes adversaires se trouve à droite.